# Епидафио (Латина)
Епидафио је насеље у Италији у округу Латина, региону Лацио.
Према процени из 2011. у насељу је живело 240 становника. Насеље се налази на надморској висини од 16 м.